# Amoniotèlic
Són aquells organismes que eliminen l'amoníac produït com a resultat del catabolisme de les proteïnes, especialment en les cèl·lules del fetge a través del procés de desaminació oxidativa, directament a través de l'orina.
L'amoníac és altament tòxic i ha de ser metabolitzat o excretat del cos tan aviat com sigui possible. L'amoníac també és altament soluble en aigua però es necessiten grans quantitats d'aquesta per dissoldre'l. Un gram d'amoníac requereix entre 300 i 500 ml d'aigua. Això no és un problema pels animals que viuen en medis aquàtics pel que aquest sistema és molt freqüent entre peixos d'aigua dolça.